# بولشيي بيريزنيكي (موردوفيجا)
بولشيي بيريزنيكي (بالروسية: Большие Березники) هي مدينة في جمهورية موردوفيا في روسيا.